# کارست (شهرک)
شهر کارست (به آلمانی: Kaarst) در ایالت نوردراین-وستفالن در کشور آلمان واقع شده است.

## نگارخانه

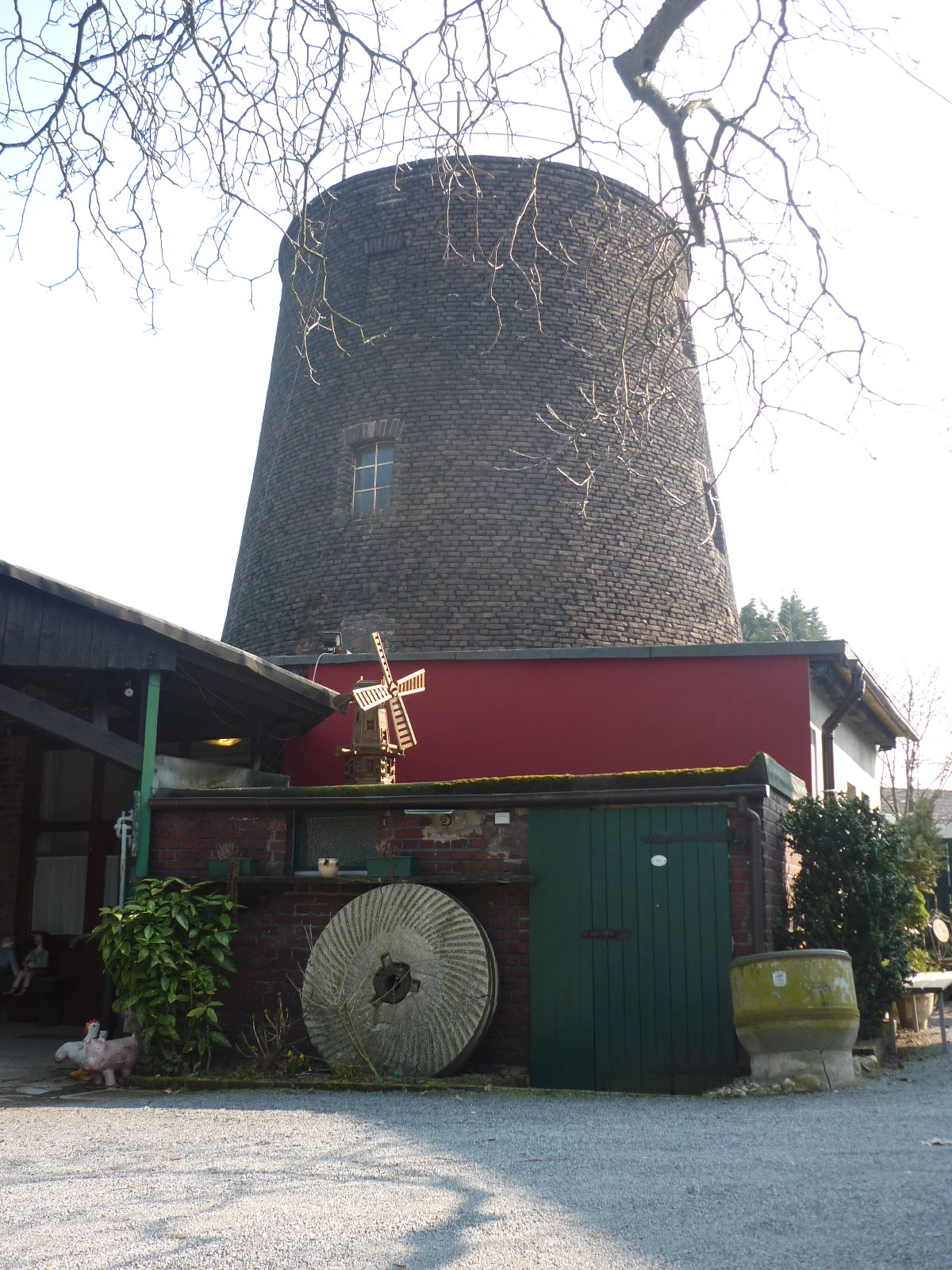
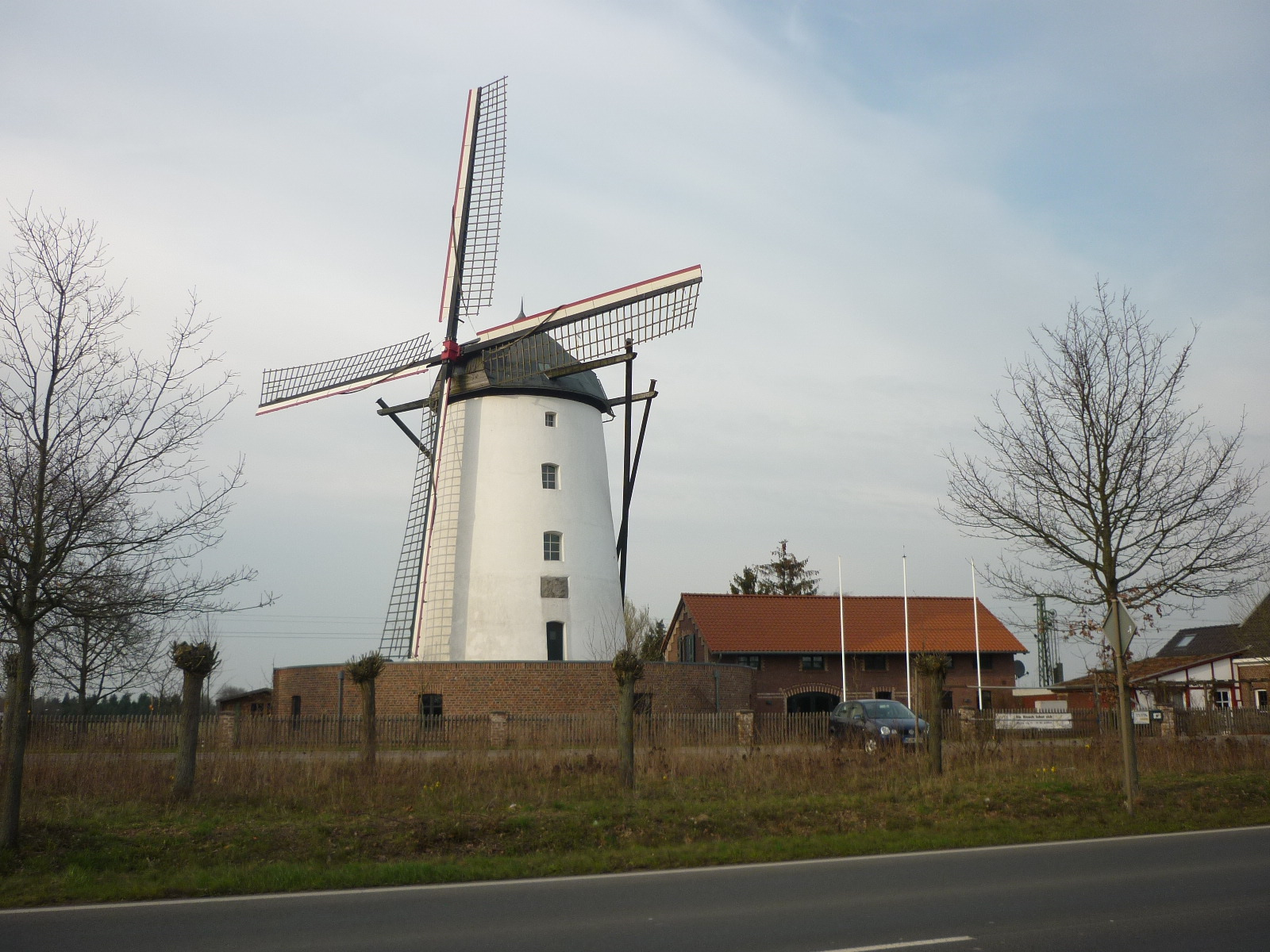
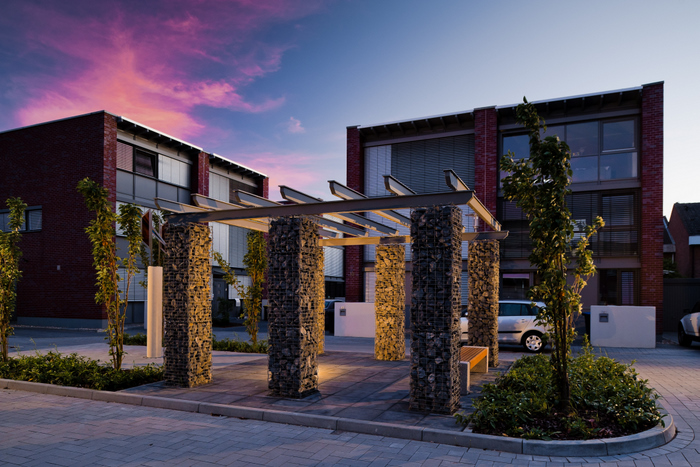